# 2011年12月逝世人物列表
2011年逝世人物列表：1月 - 2月 - 3月 - 4月 - 5月 - 6月 - 7月 - 8月 - 9月 - 10月 - 11月 - 12月
2011年12月逝世人物列表，是用于汇总2011年12月期间逝世人物的列表。

## 依日期排序

### 1日
- 克里斯塔·沃尔夫（德語：Christa Wolf），82岁，德国女作家。华盛顿邮报（页面存档备份，存于）
- 荒木伸吾（日語：荒木 伸吾），72岁，日本的动画制作师及角色设计师。 lexpress（页面存档备份，存于）

### 2日
- 長谷川千代乃（日語：長谷川 チヨノ），115歲，前日本最年老人瑞。NHK[]
- 章尚锦，85岁，中国人民大学法学院教授。[1]
- 张素我，96岁，中国民主党派人士，对外经济贸易大学教授，张治中将军长女。[2]

### 4日
- 苏格拉底（葡萄牙語：Sócrates），57岁，巴西足球名宿，因肠道感染逝世。新浪網（页面存档备份，存于）
- 赫伯特·苏姆林（英語：Hubert Sumlin），80岁，美国吉他手，在《滚石》杂志评选的“史上百大吉他手”名单排名第43，心力衰竭逝世。匹兹堡邮报（页面存档备份，存于）
- 派翠西亞·鄧恩（英語：Patricia Dunn），58歲，惠普公司前董事長，因卵巢癌病逝。聯合報（页面存档备份，存于）

### 5日
- 嘉道理勳爵夫人·慕麗（Muriel, The Lady Kadoorie），96歲，香港慈善家，已故中華電力主席嘉道理勳爵遺孀、香港管弦樂團名譽顧問、嘉道理慈善基金會信託人。每日電訊報（页面存档备份，存于）、壹周刊（页面存档备份，存于）

### 6日
- 周汝川，94歲，中華民國中山醫學大學及中山醫學大學附設醫院創辦人及董事長，睡夢中自然逝世。自由時報
- 徐華鳳，42歲，中華民國台灣女藝人，罹胃癌併發多重器官衰竭逝世。NOWnews（页面存档备份，存于）
- 周炯槃，91岁，中国工程院资深院士、中国信息论研究的奠基人、通信网络理论的开拓者。科學網（页面存档备份，存于）

### 7日
- 倪國炎，52歲，中央社駐金門記者，心肌梗塞逝世。銘報

### 9日
- 蔡黃隆，50歲，中華民國台灣國民黨籍新北市議員，因病辭世。中國時報
- 俞蕙萱，93歲，前中華民國總統府資政、行政院長孫運璿的妻子。聯合報（页面存档备份，存于）
- 高穗生，台灣昆蟲學家，美國明尼蘇達大學昆蟲學研究所博士，行政院農委會農業藥物毒物試驗所生物藥劑組組長，病逝於臺中榮總。台灣昆蟲學會

### 10日
- 韩召善，60歲，盼盼集团董事长，第十届、十一届全国人大代表，全国乡镇企业协会副会长，中国安防门业常务理事，全国工商联执委，辽宁省工商联副主席，营口市总商会副会长。新華網

### 11日
- 柯岩，82歲，中國當代詩人和作家、前中國作家協會書記處書記。新浪網[]
- 薛锦波，中国民选代表。新华网

### 12日
- 上官鹏飞，23歲，中國散打名将，在10月31日的一场散打比赛中，被对手重击后脑致严重受伤在昏迷42天后去世。网易（页面存档备份，存于）

### 14日
- 鲍里斯·切尔托克（俄語：Борис Евсеевич Черток），99岁，俄罗斯航天工程专家，自动投弹器发明人科学网（页面存档备份，存于）

### 15日
- 克里斯托弗·希欽斯（英語：Christopher Eric Hitchens），62岁，美国作家。（英文）Vanity Fair Daily（页面存档备份，存于）

### 16日
- 鍵田忠兵衛（日語：鍵田 忠兵衛），54岁，日本自由民主黨政治家，於心病逝世。（日文）每日JP

### 17日
- 金正日（韓語：김정일），70歲，朝鮮第二代領導人，朝鮮勞動黨總書記，急性心肌梗塞並發心源性休克症狀。韩联网（页面存档备份，存于）
- 朱祖延，90岁，中国语言学家。科学网（页面存档备份，存于）
- 切萨里亚·埃沃拉，70岁，佛得角歌唱家。

### 18日
- 瓦茨拉夫·哈维尔（捷克語：Václav Havel），75岁，捷克的作家、劇作家，持不同政见者，天鹅绒革命的思想家之一。（英文）BostonGlobe.com（页面存档备份，存于）
- 白誠仁，80歲，湖南民歌之父。紅網
- 朱建士，75岁，中国工程院院士，流体力学、爆炸力学专家科学网（页面存档备份，存于）

### 20日
- 森田芳光（日語：森田 芳光），61歲，日本導演，肝臟衰竭病逝。（日文）朝日新聞（页面存档备份，存于）

### 21日
- 孫璞，字仰中，號牧心，筆名木心，84歲，20世紀中國畫壇中首位被大英博物館收藏畫作的畫家。金羊网[永久]
- 朱季海，96岁，國學學者。深圳特區報

### 25日
- 柳宗理（日語：柳 宗理），96歲，日本工業設計大師，以「蝴蝶椅」著稱。聯合報
- 朱炎，76歲，前國立台灣大學外文系教授、文學院院長。聯合報（页面存档备份，存于）

### 26日
- 陳端墀，68歲，筆名「立犀」，台灣旅遊作家及部落客，自殺身亡。聯合報（页面存档备份，存于）
- 高华，57歲，南京大學歷史學系中國史學科教授、歷史學家，肝病。南京大學歷史系微博（页面存档备份，存于）、網易讀書頻道（页面存档备份，存于）、新京報
- 菊竹清訓（日語：菊竹 清訓），83歲，日本建築師，曾設計愛知博覽會及江戸東京博物館。NHK[]

### 27日
- 迈克尔·达米特（英語：Michael Dummett），86岁，英国哲学家。[3]

### 29日
- 羅斯曼·賈西亞（西班牙語：Rosman García），32歲，委內瑞拉人，曾在美國職棒大聯盟德州遊騎兵隊擔任投手，車禍身亡。nownews
- 鮑伯·華瑟曼（英語：Bob Wasserman），77歲，美國加州佛利蒙市（City of Fremont）市長。佛利蒙市門戶網站

### 31日
- 林壽宇，79歲，台灣抽象藝術家、極簡主義大師。聯合報
- 吳王霞，83歲，中華民國前第一夫人吳淑珍的母親。華視新聞（页面存档备份，存于）
- 關士光，86歲，香港、恒生指數創辦人。明報[]
- 林二，77歲，台灣作曲家。國立教育廣播電台（页面存档备份，存于）